# Arquitectura de rendimiento de red
La arquitectura de rendimiento de una red describe la forma en la que los usuarios, aplicaciones, dispositivos y redes logran cumplir con los requerimientos de rendimiento que fueron establecidos en el momento en el que se estaba planificando la red.
Dentro de los niveles de análisis y diseños de redes, encontramos que la arquitectura de rendimiento se encuentra dentro del paso de Análisis de procesos

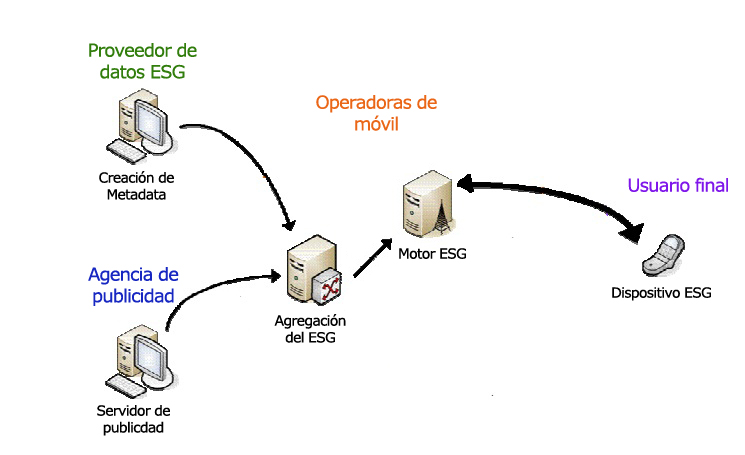
Ejemplo de una red

## Rendimiento
El rendimiento en una red está compuesto por los niveles de capacidad , el retardo y el RMA. En una Red es de suma importancia mantener niveles óptimos en estos componentes, ya que los diferentes flujos de información generados por los usuarios, dispositivos o aplicaciones pueden verse fuertemente afectados en sus actividades debido a variaciones de los niveles de rendimiento.
Se entiende entonces por arquitectura de rendimiento el conjunto de mecanismos que se utilizan para configurar, operar, gestionar, disponer y listar los recursos en la red que soportan los tráficos de flujo de información.

### Capacidad
La capacidad se puede definir genéricamente como la habilidad que tiene el sistema para lograr la transferencia de información a través de la red. 
Comúnmente al término de capacidad se le liga con términos como:
- Ancho de banda: es la capacidad que tiene una red para transmitir datos a través de ella, normalmente se refiere a la cantidad de datos que se pueden transmitir en determinado momento a través de la red. Comúnmente es medido en bits por segundo(bit/s) o en sus múltiplos.

- Throughput: Se refiere a la tasa promedio de datos o mensajes que han sido transferidos exitosamente y sin errores en la red de un nodo a otro.

- Goodput: Es la cantidad de bits de información utilizables, que se envía en la red a un destino determinado, por unidad de tiempo.

### Retardo
Es la cantidad de tiempo que se toma la transferencia de una unidad de información a través del sistema desde un origen a un destino.
Usuarios que utilizan aplicaciones a tiempo real o interactivas esperan que el retardo en la red sea mínimo. Así también aplicaciones que hagan uso de voz o vídeo, se espera que tenga niveles de retardo mínimos.
El término utilizado cuando se dan variaciones en el retardo es conocido como "jitter" y este provoca alteraciones en transmisiones de voz y video.
El retardo es un punto que hay que darle mucha importancia en las tecnologías dedicadas a la transmisión de información, pero son especialmente cruciales para los enlaces satelitales y las conexiones con cables muy largos.

### RMA
El acrónimo en inglés proviene de los vocablos "reliability, maintainability, y availability" que en español se traducen como "confiabilidad, mantenibilidad y disponibilidad".
- Confiabilidad (reliability): Es un indicador de la frecuencia de fallos que ocurren en la red y sus componentes, y representa las interrupciones no programadas de los servicios.
- Mantenibilidad (maintainability): Es una medición estadística del tiempo que se tarda la red para volver a estar en óptimas condiciones después de haber sufrido una interrupción en sus funciones de manera inesperada.
- Disponibilidad (availability): Es la relación que existe entre la cantidad de fallas que sufren las misiones críticas en el sistema y la cantidad de tiempo que le toma a ese sistema recuperarse y trabajar adecuadamente.

## Desarrollo de los objetivos de rendimiento
El establecer objetivos de desempeño es un punto muy importante al realizar la planificación de la red y representa como desea el administrador que se comporte la red. El desarrollo de objetivos se genera en el paso de "análisis de rendimiento" de una forma generalizada, mencionando que aspectos representan temas de mayor relevancia para el funcionamiento de la red (normalmente solicitado por un cliente).
Los objetivos son el punto al que se desea llegar cuando se ha terminado la estructuración de la red, por lo que estos objetivos deben ser desarrollados con cuidado y detenimiento en el paso de la arquitectura de rendimiento. Los mecanismos que utilicemos deben ser suficientes para satisfacer las necesidades del cliente, por consiguiente suficientes para cumplir con los objetivos.

## Mecanismos de rendimiento
Los mecanismos proporcionan los medios para identificar los tipos de tráfico de flujo, medir sus características temporales y adoptar diversas medidas para mejorar el rendimiento de los flujos individuales, grupales, o para todos los flujos de la red en general.
Ejemplos de algunos mecanismos:

### Calidad de servicios
Se utiliza para la determinar, ajustar e interpretar los niveles de prioridad en los flujos de tráficos.

### Priorizar, gestión de tráfico, planificación y las colas
- Priorizar: Proceso por el cual se determinar qué usuarios, aplicaciones, dispositivos, flujos y conexiones obtendrán el servicio delante de los demás o conseguir un mayor nivel de servicio.
- Gestión de tráfico: Consiste en el control de admisión y acondicionamiento del tráfico.
- Planificación: Mecanismo que determina el orden en el que el tráfico se procesa para su transmisión. La planificación usa niveles de prioridad para determinar qué flujos de tráfico se procesan primero y con más frecuencia.
- Colas: Es el proceso donde se ponen en espera o se almacenan los paquetes IP dentro de un dispositivo de red mientras esperan para su procesamiento.

### Acuerdos de nivel de servicios
Son los contratos que se establecen entre proveedor y cliente, en donde el proveedor se compromete a prestar sus servicios de acuerdo a los parámetros previamente discutidos con el usuario y el alcance de la responsabilidad si no se cumplen esas responsabilidades por parte del proveedor. 

### Políticas
Reglas que pueden ser informales o formales acerca de cómo son los recursos de red (y por tanto también el rendimiento) se distribuirán entre los usuarios, aplicándose también a los niveles de acceso que tendrá cada tipo de usuario, a la computación, el almacenamiento u otros recursos que estén disponibles para los usuarios.

## Consideraciones de arquitectura
Cuando se está realizando el desarrollo de la arquitectura de rendimiento de una red en necesario evaluar los mecanismos que se están utilizando para intentar alcanzar los objetivos de rendimiento, así como también es importante examinar las relaciones internas y externas que se producen en la red.
Consideraciones:

### Evaluación de los mecanismos de rendimiento
- En la evaluación de los mecanismos de rendimientos debemos tomar en cuenta los requisitos, objetivos, tipo de medio ambiente, y el modelo de arquitectura (s), y estar dispuestos a evaluar los mecanismos potenciales de rendimiento. Al evaluar los mecanismos de funcionamiento, lo mejor es empezar de forma sencilla (por ejemplo, DiffServ QoS), y trabajar hacia soluciones más complejas sólo cuando sea necesario.
- Cuando un mecanismo de actuación se aplica en una red dada, depende principalmente de donde se encuentran los requisitos de rendimiento en toda la red, sobre la base de los resultados de los requisitos y análisis de flujo. Además de los requisitos y análisis de flujos, también podemos utilizar cualquier meta arquitectónicas que se han desarrollado.
- Por ejemplo, los mecanismos de rendimiento que operan en los flujos de tráfico individuales (tales como el control de admisión y de señalización de recursos, IntServ, y la capa 2 de QoS) deben ser considerados en donde son más propensos a ser individual los flujos de tráfico (por ejemplo, antes de que se agregan), tal como en las redes de acceso. Mecanismos de rendimiento que operan en los agregados de los flujos de tráfico, tales como DiffServ, CBQ, WFQ RED / WRED y MPLS, se debe considerar que son más propensos a ser agregado, por ejemplo en las redes centrales de distribución y/o en las interfaces de los flujos de tráfico a las redes externas.

### Relaciones internas
- Las interacciones dentro de la arquitectura de rendimiento incluyen compensaciones entre extremo a extremo y la priorización por salto, programación y acondicionamiento de los flujos de tráfico, control de admisión, y si los flujos son tratados individualmente o agregados en grupos. Las interacciones dentro de la arquitectura de rendimiento incluyen compensaciones a través del siguiente conjunto de funciones de flujo de tráfico: la priorización, planificación, acondicionamiento, control de admisión, y la agregación.
- Cuando se eligen las políticas, SLAs, y servicios diferenciados, que forma parte de esta arquitectura componente describe la ubicación de las bases de datos de SLA y de información política, incluidos los puntos de toma de decisiones políticas (PDP), los puntos de aplicación de políticas (PEP) y los dispositivos de borde de DiffServ.

### Relaciones externas
- Las relaciones externas son las compensaciones, dependencias y limitaciones entre la arquitectura y el rendimiento de cada una de las otras arquitecturas de componentes (frente de enrutamiento, gestión de redes, seguridad, y cualquier otra arquitectura de componentes que pueden desarrollar). Hay relaciones externas comunes entre rendimiento y cada una de las otras arquitecturas de componentes.
- Las interacciones entre el rendimiento y direccionamiento/enrutamiento. El rendimiento puede verse estrechamente asociado con el enrutamiento a través de mecanismos tales como MPLS, servicios diferenciados e integrados, y RSVP. Sin embargo, cuando el protocolo de enrutamiento simplicidad es una alta prioridad, el rendimiento puede ser disociado de reenvío.
- Las interacciones entre el rendimiento y la gestión de la red. El rendimiento depende de la gestión de red para configurar, supervisar, administrar, verificar y factura de los niveles de rendimiento en toda la red. La gestión de la red es de ayuda para QoS, SLAs, y las políticas al proporcionar rutas y protocolos de información sobre el rendimiento de comunicación comunes. Además, la gestión de la red puede vincular la gestión del rendimiento de sistema de apoyo a las operaciones del cliente (OSS).
- SLAs deben complementarse con una gestión de la red, para la supervisión y presentación de informes de problema de rendimiento. Esto proporciona la retroalimentación necesaria entre el rendimiento y la gestión de la red, los usuarios y la administración del personal.
- Las interacciones entre el rendimiento y la seguridad. Como veremos en la arquitectura de componentes de seguridad, mecanismos de seguridad son a menudo intrusivo, interceptación, inspección y control de acceso a la red y el tráfico. Tales acciones requieren de recursos de red y de procesamiento, lo que aumenta el retardo de red. A medida que aumenta la seguridad, mediante la adición de más mecanismos (y mecanismos que son más intrusivo) a la red, se reduce el rendimiento. Considerando que la capacidad algunas veces puede aumentar para compensar una disminución en el rendimiento debido a la seguridad, el aumento de retardo es difícil de mitigar.
- Cuando el rendimiento es de alta prioridad, sobre todo cuando hay una necesidad de provisión de funcionamiento de extremo a extremo entre los usuarios seleccionados, aplicaciones o dispositivos, mecanismos de rendimiento pueden no permitan la utilización de mecanismos de seguridad intrusivas en las zonas de la red.
- Cuando los mecanismos de seguridad se interrumpen o terminan y se regeneran los flujos de tráfico, que afecten gravemente la capacidad para proporcionar un rendimiento de extremo a extremo a través de la interfaz de seguridad. Como resultado, la seguridad limita el rendimiento para operar dentro de un perímetro de seguridad. Estos perímetros de seguridad o zonas de seguridad o células, se pueden configurar de diferentes maneras.